# ماکین
ماکین (به لاتین: Makin islands) یک جزیره در کیریباتی است که در اقیانوس آرام واقع شده‌است.

## خصوصیات
ماکین  ۱٬۷۹۸ نفر جمعیت دارد و ۳ متر بالاتر از سطح دریا واقع شده‌است.